# Amphilestidae
Az Amphilestidae az emlősök (Mammalia) osztályának és a fosszilis Eutriconodonta rendjének egyik családja.

## Tudnivalók
Az Amphilestidae családbeli emlősök a középső jura és késő jura korszakokban éltek; ott ahol ma Anglia van. A kora kréta korszakbeli nemeit átsorolták a rokon Amphidontidae családba.

## Rendszerezés
A családba az alábbi 5 emlősnem tartozik:
- Amphilestes Owen, 1871
- Kemchugia
- Kryptotherium
- Liaotherium
- Phascolotherium Owen, 1838

## Fordítás
- Ez a szócikk részben vagy egészben  az   Amphilestidae című angol Wikipédia-szócikk ezen változatának fordításán alapul.  Az eredeti cikk szerkesztőit annak laptörténete sorolja fel. Ez a jelzés csupán a megfogalmazás eredetét és a szerzői jogokat jelzi, nem szolgál a cikkben szereplő információk forrásmegjelöléseként.